# Tiếng Đức Swabia
Tiếng Swabia (Schwäbischⓘ) là một trong những nhóm phương ngữ của tiếng Đức Alemanni thuộc cụm phương ngữ Đức cao địa. Nó chủ yếu được nói ở Swabia, nằm ở trung tâm và đông nam Baden-Württemberg (bao gồm cả thủ phủ Stuttgart và vùng Swabian Jura) và tây nam của Bayern (Schwaben). Hơn nữa, tiếng Đức Swabia cũng được nói bởi người German Kavkaz ở Ngoại Kavkaz. Các phương ngữ của dân cư Swabia Danube ở Hungary, Nam Tư cũ và Romania chỉ là tiếng Swabia trên danh nghĩa và có thể được truy nguyên không chỉ đến tiếng Swabia mà còn đến các phương ngữ Franken, Bayern và Hesse, với mức độ ảnh hưởng của các phương ngữ ban đầu khác nhau tuỳ theo khu vực.

## Mô tả
Tiếng Swabia có thể khó hiểu đối với người nói tiếng Đức chuẩn do khác biệt về cách phát âm và khác nhau chút ít về ngữ pháp và từ vựng. Ví dụ, từ tiếng Đức chuẩn cho "mứt dâu" là Erdbeermarmelade, trong khi ở Swabia, nó được gọi là Bräschdlingsgsälz.

## Phân loại và biến thể
Tiếng Swabia được phân loại là một phương ngữ tiếng Alemanni, một trong hai nhóm phương ngữ Thượng Đức (cái còn lại là tiếng tiếng Bayern). Mã ngôn ngữ ISO 639-3 cho tiếng Swabia là swg.
Phương ngữ Swabia bao gồm nhiều phương ngữ con, mỗi phương ngữ con có các biến thể riêng. Những phương ngữ con này có thể được phân loại theo tuỳ theo việc dạng phân từ quá khứ của từ 'sein' (to be) là gwäa hay gsei. Nhóm Gsei gần với các phương ngữ Alemanni khác, chẳng hạn như tiếng Đức Thụy Sĩ. Nó có thể được chia thành Swabia Đông Nam, Swabia Tây và Swabia Trung.

## Trong phương tiện truyền thông đại chúng

Một tấm biển dịch ra là: "Chúng ta có thể làm mọi thứ. Ngoại trừ [nói] tiếng Đức chuẩn."

Phòng Thương mại bang Baden-Württemberg đưa ra một chiến dịch quảng bá với khẩu hiệu "Wir können alles. Außer Hochdeutsch." Có nghĩa là "Chúng ta có thể [làm] mọi thứ. Ngoại trừ [nói] tiếng Đức chuẩn" để thúc đẩy niềm tự hào của người Swabia về phương ngữ và thành tựu công nghiệp của họ. Tuy nhiên, nó đã thất bại trong việc gây ấn tượng với người Đức Bắc và Baden láng giềng. Dominik Kuhn (Dodokay) trở nên nổi tiếng ở Đức với các video fandub tiếng Swabia, lồng tiếng cho Barack Obama (cùng một số người khác) bằng giọng phương ngữ Đức với lời thoại sửa đổi.

## Văn liệu
- Streck, Tobias (2012). Phonologischer Wandel im Konsonantismus der alemannischen Dialekte Baden-Württembergs: Sprachatlasvergleich, Spontansprache und dialektometrische Studien (bằng tiếng Đức). Stuttgart: Steiner. ISBN 978-3-515-10068-7.
- Cercignani, Fausto (1979). The consonants of German: synchrony and diachrony. Milano: Cisalpino-Goliardica. LCCN 81192307.